# Макула Полели
Макула Полели (лат. Polelya Macula) — макула (тёмное пятно) на поверхности Титана — самого крупного спутника Сатурна. Максимальный размер — 175 км, координаты центра — 50° с. ш. 56° з. д. / 50° с. ш. 56° з. д.
Эта структура была обнаружена на радиолокационных снимках космического аппарата «Кассини». Названа в честь Полели — славянского бога счастья в браке. Название было утверждено Международным астрономическим союзом 2 марта 2007 года.